# Krigsåret 1885

## Pågående krig
- Fransk-kinesiska kriget 1884-1885[1]
  - Kina på ena sidan
  - Frankrike på andra sidan

- Mahdistupproret (1881-1899)

- Serbisk-bulgariska kriget 1885[1]
  - Bulgarien på ena sidan
  - Serbien på andra sidan

- Tredje anglo-burmesiska kriget (1885)[2]
  - Storbritannien på ena sidan
  - Burma på andra sidan

## Händelser

### Januari
- 17 - Brittiska trupper besegrar en stor dervisk armé vid Slaget om Abu Klea i Sudan.

## Födda
- 6 juli - Ernst Busch, tysk militär; generalfältmarskalk 1943. (d 1945)
- 30 november - Albert Kesselring, tysk generalfältmarskalk främst inom Luftwaffe. (d 1960)

## Avlidna
- 16 oktober - Hugo Henry Rose, brittisk fältmarskalk.
- 14 december - Sir Arthur Purves Phayre, brittisk koloniadministrator och militär.
- 15 december - Robert Toombs, amerikansk politiker och general.

### Fotnoter
1. 1 2  ”Chronological List of All Wars”. Arkiverad från originalet den 9 oktober 2014. https://web.archive.org/web/20141009082543/http://www.correlatesofwar.org/COW2%20Data/WarData_NEW/WarList_NEW.pdf. Läst 29 juni 2011.
2. ↑  ”WHKMLA”. http://www.zum.de/whkmla/military/imperialism/burmesewar3.html. Läst 30 juni 2011.